# Pseudinca marginicollis
Pseudinca marginicollis är en skalbaggsart som beskrevs av Valck Lucassen 1933. Pseudinca marginicollis ingår i släktet Pseudinca och familjen Cetoniidae. Inga underarter finns listade i Catalogue of Life.